# 앞섬-뒤짐 보상기
앞섬-뒤짐 보상기(Lead-lag compensator)는 PID 제어기와 더불어 실제 응용 분야에서 많이 사용되는 대표적인 제어기다. 이상적인 동작을 위해 PID 제어기는 적분기로 인한 무한대의 직류 이득과 미분기로 인한 무한대의 고주파 이득을 요구하지만, 앞섬-뒤짐 보상기는 보다 실제 적용에 있어 덜 이상적인 응답을 요구하는 제어기이다. 앞섬-뒤짐 보상기의 원리를 이해하기 위해서는 보드 선도를 통한 주파수 영역에서의 해석을 이용하는 것이 직관적으로 편리하다.

## 라플라스 변환 표현
앞섬 보상기와 뒤짐 보상기의 라플라스 변환 표현은 다음과 같다.
{\displaystyle D(s)={\frac {Y(s)}{X(s)}}=K{\frac {s/z+1}{s/p+1}}.}
여기서 {\displaystyle X}는 보상기의 입력 신호의 라플라스 변환이고 {\displaystyle Y}는 보상기의 출력 신호의 라플라스 변환, {\displaystyle s}는 라플라스 변환 변수, {\displaystyle -z}는 보상기의 영점, {\displaystyle -p}는 보상기의 극점이다. 만약 {\displaystyle 0<|z|<|p|}이면 보상기는 앞섬 보상기가 되고, {\displaystyle 0<|p|<|z|}이면 뒤짐 보상기가 된다. 보통의 경우 {\displaystyle p}와 {\displaystyle z}, {\displaystyle K}는 양수이다.

## 주파수 응답 특성

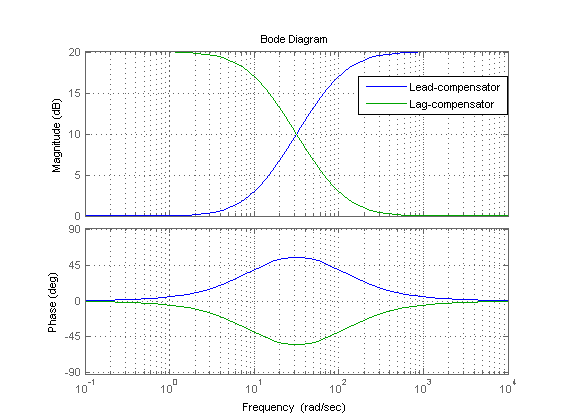
앞섬 보상기:,,, 뒤짐 보상기:,,.

보상기의 주파수 응답 특성을 관찰하기 위해 {\displaystyle s=j\omega }로 치환하자. 여기서 {\displaystyle j}는 허수 단위이고, {\displaystyle \omega }는 각주파수이다. 그러면 보상기의 크기 응답과 위상 응답은 다음과 같다.
{\displaystyle {\begin{aligned}|D(j\omega )|&=K{\sqrt {\frac {1+(\omega /z)^{2}}{1+(\omega /p)^{2}}}},\\\angle D(j\omega )&=\arctan {\frac {\omega }{z}}-\arctan {\frac {\omega }{p}}.\end{aligned}}}
만약 {\displaystyle 0<z<p}이면 위상 응답이 0보다 크고 ({\displaystyle \omega ={\sqrt {pz}}}에서 최대), 따라서 앞섬 보상기가 된다. 반대로 {\displaystyle 0<p<z}이면 위상 응답이 0보다 작고 ({\displaystyle \omega ={\sqrt {pz}}}에서 최소), 뒤짐 보상기가 된다. {\displaystyle \omega =\omega _{m}={\sqrt {pz}}}에서의 위상 변화를 {\displaystyle \phi _{m}}이라 두면 다음과 같은 관계가 성립한다.
{\displaystyle \sin \phi _{m}={\frac {\gamma -1}{\gamma +1}},\quad \gamma =p/z.}

## 시스템 응답 개선

### 주파수 응답을 통한 앞섬 보상기 설계

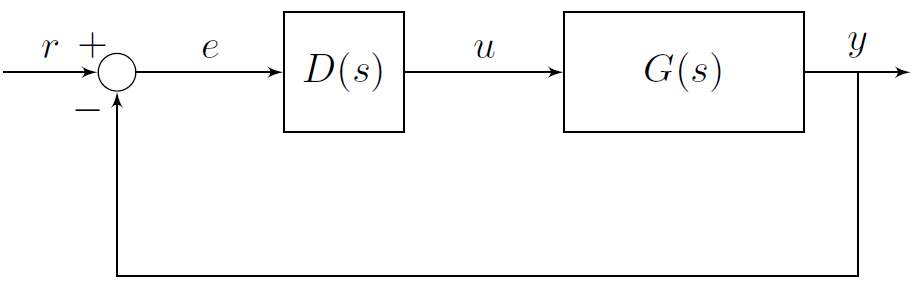
단일 되먹임 시스템의 블록도

앞섬 보상기의 위상 응답 특성은 선형 시불변 시스템의 위상 여유를 증가시켜 불안정한 시스템을 안정화 시키거나 응답 특성을 개선하는데 이용될 수 있다. 주어진 플랜트(plant)를 {\displaystyle G(s)}, 플랜트에 가해질 제어 입력을 생성할 보상기 또는 제어기를 {\displaystyle D(s)}라 두고 단일 되먹임 시스템(unity feedback system)을 고려하자. 즉, 기준 입력(reference input) {\displaystyle r}로부터 출력 {\displaystyle y}까지의 전달함수는 다음과 같다.
{\displaystyle {\frac {Y(s)}{R(s)}}={\frac {D(s)G(s)}{1+D(s)G(s)}}.}
시스템의 응답 특성에서 오버슈트(overshoot)를 줄이거나 불안정한 시스템의 안정화를 위해서는 보통 개방 루프의 주파수 응답의 이득 교차 주파수 {\displaystyle \omega _{c}}에서 위상 여유를 증가시켜야 한다. 직류 이득에 영향을 주지 않기 위해 보통 {\displaystyle K=1}로 둔다. 앞섬 보상기를 이용해 증가시킬 위상의 최댓값을 {\displaystyle \phi _{m}}이라 두면 {\displaystyle \phi _{m}}만큼의 위상 증가를 얻기 위해 필요한 극점과 영점의 비율 {\displaystyle \gamma }는 다음의 관계식을 통해 결정된다.
{\displaystyle \gamma ={\frac {1+\sin \phi _{m}}{1-\sin \phi _{m}}}.}
{\displaystyle \gamma }가 결정되면 {\displaystyle \omega _{m}={\sqrt {pz}}}와 {\displaystyle \gamma =p/z}의 관계로부터 {\displaystyle p}와 {\displaystyle z}의 값을 다음과 같이 얻게된다.
{\displaystyle z={\frac {\omega _{m}}{\sqrt {\gamma }}},\quad p=\omega _{m}{\sqrt {\gamma }}.}
여기서 만약 {\displaystyle \omega _{m}=\omega _{c}}로 두고 개방 루프에 보상기를 추가해 주면 원하는 만큼의 응답 특성 개선이 이루어지지 않는다. 그 이유는 보상기를 추가함으로 인해 개방 루프의 크기 응답이 바뀌게 되어 이득 교차 주파수가 보상기의 추가 이전과 달라지기 때문이다. 따라서 {\displaystyle \omega _{m}} 값을 {\displaystyle \omega _{c}}근처에서 조금씩 변화를 시키면서 튜닝을 해야한다.

### 정상 상태 오차 개선을 위한 뒤짐 보상기 설계
단일 되먹임 시스템의 계단 응답에서 정상 상태 오차(steady-state error)를 줄이기 위해서는 개방 루프의 직류 이득을 증가시켜야 한다. 하지만 개방 루프의 직류 이득을 증가시키기 위해 비례 이득(proportional gain)만을 증가시키면 시스템의 동특성이 크게 변화하여 부작용을 피할 수 없다. 따라서, 시스템의 동특성에 변화를 가능하면 적게 주고 직류 이득을 증가시킬 필요가 있고, 이를 위해 뒤짐 보상기를 사용하게 된다. 보상기의 직류 이득은 다음과 같이 계산된다.
{\displaystyle \lim _{\omega \to 0}D(j\omega )=K.}
따라서 원하는 만큼 정상 상태 오차가 줄어들도록 {\displaystyle K}를 먼저 선택한다. 한편, 직류 이득을 증가시키면서 뒤짐 보상기가 개방 루프의 동특성을 크게 변화시키지 않아야 하므로 {\displaystyle \omega }가 증가함에 따라 {\displaystyle D(j\omega )}는 {\displaystyle 1}에 가까워 져야 한다. {\displaystyle \lim _{\omega \to \infty }D(j\omega )=Kp/z}이므로 {\displaystyle \gamma =1/K}로 둔다. 동특성 변화를 줄이기 위해서는 극점과 영점을 가깝게 두어 서로의 영향이 상쇄되도록 해야 한다. 따라서, {\displaystyle \gamma =1/K}의 조건을 만족하면서 극점과 영점을 가깝게 두기 위해서는 {\displaystyle z}와 {\displaystyle p}를 작은 값으로 택해야 한다.

## 같이 보기
- PID 제어기
- 제어 이론

## 참고 문헌
1. Franklin, G. F.; Powell, J. D.; Emami-Naeini, A. (2006), Feedback Control Of Dynamic Systems (5th ed.); Prentice Hall; ISBN 0131499300, 9780131499300.